# Eremomidas chan
Eremomidas chan är en tvåvingeart som beskrevs av Semenov 1896. Eremomidas chan ingår i släktet Eremomidas och familjen Mydidae. Inga underarter finns listade i Catalogue of Life.